# Bitwa koło przylądka Bon
Bitwa koło przylądka Bon – bitwa morska stoczona 13 grudnia 1941 roku podczas II wojny światowej pomiędzy dwoma włoskimi krążownikami lekkimi a flotyllą alianckich niszczycieli na Morzu Śródziemnym niedaleko przylądka Bon u wybrzeży Tunezji. W wyniku starcia włoska Regia Marina straciła obydwa krążowniki i ponad 900 żołnierzy straciło życie. Utrata dwóch krążowników lekkich była poważnym ciosem dla Włoskiej Marynarki Wojennej.

## Tło
Kontrola nad Morzem Śródziemnym była przedmiotem rywalizacji między Włochami a Wielką Brytanią wspieraną przez inne alianckie siły morskie, ponieważ miało ono znaczenie strategiczne zarówno dla sił niemieckich i włoskich w związku z dostawami dla wojsk w Afryce Północnej, jak i aliantów – dla utrzymania Malty jako brytyjskiej bazy uderzeniowej. Bez niej Brytyjczycy nie byliby w stanie przechwytywać włoskich konwojów i tym samym powstrzymywać dostaw dla wojsk Osi. Czasami potrzeby były tak duże, że obydwie strony używały okrętów wojennych do transportu.
Kiedy Włochy wypowiedziały wojnę w czerwcu 1940 roku, dysponowały jedną z największych marynarek wojennych na świecie, ale jej siła była ograniczona do basenu Morza Śródziemnego, podczas gdy Brytyjczycy mogli uzupełniać straty poprzez przesuwanie okrętów z innych akwenów. To powodowało dużą ostrożność wśród włoskich dowódców oraz taktykę unikania bitew. Brytyjskie okręty dysponowały także radarem, a złamanie włoskich kodów morskich dodatkowo zapewniało im przewagę.

## Przebieg bitwy
Włoski 4. Dywizjon Krążowników pod dowództwem kontradmirała Antonino Toscano, składający się z dwóch lekkich krążowników typu di Giussano: „Alberto di Giussano” i „Alberico da Barbiano” oraz torpedowca „Cigno” wyruszył z portu w Palermo kierując się do Trypolisu z cennym ładunkiem paliwa lotniczego (2000 t). Paliwo było bardzo ważne dla myśliwców walczących w Libii. Przestrzeń na krążownikach była ograniczona, co zmuszało załogę do umieszczenia zbiorników na pokładzie okrętów.
W tym samym czasie brytyjska 4. Flotylla Niszczycieli, składająca się z brytyjskich niszczycieli HMS „Sikh”, „Maori” i „Legion” oraz holenderskiego „Isaac Sweers”, pod dowództwem komandora G. H. Stokesa kierowała się do Aleksandrii w celu dołączenia do reszty sił brytyjskiej Floty Śródziemnomorskiej.
Flotylla brytyjska została zauważona przez włoski samolot, ale Sztab Główny Regia Marina ocenił, że przeciwnik nie będzie w stanie dotrzeć do przylądka Bon przed 4. Dywizjonem Krążowników. Jednakże Brytyjczycy wykorzystując informacje z Ultry rozkazali niszczycielom przechwycić włoskie krążowniki.
13 grudnia o godz. 3:25 doszło do spotkania przeciwników. Nadpływając w ciemnościach ze wschodu i korzystając z radaru alianci zupełnie zaskoczyli Włochów wystrzeliwując torpedy, a następnie otwierając ogień artyleryjski z niewielkiej odległości. "Alberto di Giussano" zdołał wystrzelić zaledwie trzy salwy podczas bitwy, a "Alberico da Barbiano" został w całości ogarnięty pożarem. Obydwa krążowniki błyskawicznie zatonęły. Po krótkiej potyczce z niszczycielem „Isaac Sweers”, torpedowiec „Cigno” zdołał uratować około 500 rozbitków, podczas gdy pozostali dotarli do wybrzeża lub zostali później uratowani przez włoskie kutry torpedowe. W bitwie poległo ponad 900 marynarzy wraz z dowódcą zespołu kontradmirałem Toscano. Cała bitwa trwała zaledwie pięć minut.